# Episodi di Presunto innocente
La prima stagione della serie televisiva Presunto innocente, composta da 8 episodi, è stata resa disponibile a livello internazionale dal 12 giugno al 24 luglio 2024 sulla piattaforma Apple TV+.
È stata presentata in anteprima al Tribeca Film Festival il 9 giugno 2024.
| nº | Titolo originale        | Titolo italiano              | Pubblicazione  |
| -- | ----------------------- | ---------------------------- | -------------- |
| 1  | Bases Loaded            | Basi piene                   | 12 giugno 2024 |
| 2  | People vs. Rozat Sabich | Lo Stato contro Rozat Sabich | 12 giugno 2024 |
| 3  | Discovery               | Scoperte                     | 19 giugno 2024 |
| 4  | The Burden              | L'onere                      | 26 giugno 2024 |
| 5  | Pregame                 | Prepartita                   | 2 luglio 2024  |
| 6  | The Elements            | Gli elementi                 | 10 luglio 2024 |
| 7  | The Witness             | Il testimone                 | 17 luglio 2024 |
| 8  | The Verdict             | Il verdetto                  | 24 luglio 2024 |

## Basi piene
- Titolo originale: Bases Loaded
- Diretto da: Anne Sewitsky
- Scritto da: David E. Kelley

### Trama
- Guest star: Lily Rabe (Liz Rush), James Hiroyuki Liao (Herbert Kumagai), Virginia Kull (Eugenia), Matthew Alan (Dalton Caldwell), Mark Harelik (Liam Reynolds), Tate Birchmore (Michael Caldwell).

## Lo Stato contro Rozat Sabich
- Titolo originale: People vs. Rozat Sabich
- Diretto da: Anne Sewitsky
- Scritto da: David E. Kelley

### Trama
- Guest star: Lily Rabe (Liz Rush), Noma Dumezweni (Giudice Lyttle), James Hiroyuki Liao (Herbert Kumagai), Mark Harelik (Liam Reynolds).

## Scoperte
- Titolo originale: Discovery
- Diretto da: Greg Yaitanes
- Scritto da: Miki Johnson e David E. Kelley

### Trama
- Guest star: Noma Dumezweni (Giudice Lyttle), Gabby Beans (Mya Winslow), Rosanna Arquette (Kate), Sarunas J. Jackson (Clifton), Tate Birchmore (Michael Caldwell).

## L'onere
- Titolo originale: The Burden
- Diretto da: Greg Yaitanes
- Scritto da: Sharr White e David E. Kelley

### Trama
- Guest star: Lily Rabe (Liz Rush), Gabby Beans (Mya Winslow), James Hiroyuki Liao (Herbert Kumagai), Virginia Kull (Eugenia), Matthew Alan (Dalton Caldwell), Sarunas J. Jackson (Clifton), Tate Birchmore (Michael Caldwell), Marco Rodríguez (Brian Ratzer).

## Prepartita
- Titolo originale: Pregame
- Diretto da: Greg Yaitanes
- Scritto da: Sharr White, Miki Johnson e David E. Kelley

### Trama
- Guest star: Lily Rabe (Liz Rush), Noma Dumezweni (Giudice Lyttle), Gabby Beans (Mya Winslow), Virginia Kull (Eugenia), Matthew Alan (Dalton Caldwell), Sarunas J. Jackson (Clifton), Marco Rodríguez (Brian Ratzer).

## Gli elementi
- Titolo originale: The Elements
- Diretto da: Greg Yaitanes
- Scritto da: Sharr White, Miki Johnson e David E. Kelley

### Trama
- Guest star:  Noma Dumezweni (Giudice Lyttle), Gabby Beans (Mya Winslow), James Hiroyuki Liao (Herbert Kumagai), Virginia Kull (Eugenia), Matthew Alan (Dalton Caldwell), Christopher Thornton (Jeremy Buck), Tate Birchmore (Michael Caldwell).

## Il testimone
- Titolo originale: The Witness
- Diretto da: Greg Yaitanes
- Scritto da: Sharr White, Miki Johnson e David E. Kelley

### Trama
- Guest star: Noma Dumezweni (Giudice Lyttle), Gabby Beans (Mya Winslow), James Hiroyuki Liao (Herbert Kumagai), Virginia Kull (Eugenia), Matthew Alan (Dalton Caldwell), Tate Birchmore (Michael Caldwell), Marco Rodríguez (Brian Ratzer).

## Il verdetto
- Titolo originale: The Verdict
- Diretto da: Anne Sewitsky
- Scritto da: Sharr White, Miki Johnson e David E. Kelley

### Trama
- Guest star: Noma Dumezweni (Giudice Lyttle), Gabby Beans (Mya Winslow), Virginia Kull (Eugenia), Matthew Alan (Dalton Caldwell), Mary Lynn Rajskub (patologa del Tribunale), Tate Birchmore (Michael Caldwell).